# Heikki Kasko
Heikki Vilhelm Kasko (Tornio, 6 febbraio 1954) è un ex cestista finlandese.

## Carriera
Con la Finlandia ha disputato i Campionati europei del 1977.